# Heterospilus cartagoensis
Heterospilus cartagoensis (лат.) — вид наездников рода Heterospilus из подсемейства Doryctinae семейства бракониды (Braconidae). Встречаются в Центральной Америке: эндемик Коста-Рики.

## Описание
Мелкие перепончатокрылые насекомые, длина 3,0 мм. Голова и грудь в основном жёлтые (проподеум и пронотум тёмно-коричневые); ноги жёлтые; скапус светло-коричневый (скапус с коричневой латеральной продольной полоской), флагеллум коричневый. Метасомальные 1-5-й тергиты коричневые (2-5-й тергиты латерально жёлтые), 6-7-й тергиты полностью жёлтые. Вертекс и лоб поперечно бороздчатые; 4-7-й метасомальные тергиты гладкие. Скутеллюм и мезоплеврон гладкие, лицо бороздчатое. Маларное пространство менее чем 0,25 от высоты глаза. Жгутик из 30-31 сегмента. Расстояние между оцеллием и сложным глазом равно примерно 2-кратному диаметру бокового оцеллия. Яйцеклад длиннее брюшка. В переднем крыле развита радиомедиальная жилка. Передняя голень с единственным рядом коротких шипиков вдоль переднего края. На задних тазиках ног есть отчётливый антеровентральный базальный выступ, вертекс головы сбоку у глаз нерезко угловатый. Предположительно, как и другие виды рода Heterospilus, паразитируют на жуках или бабочках. Вид был впервые описан в 2013 году американским гименоптерологом Полом Маршем (Paul M. Marsh; Норт-Ньютон, Канзас, США) с группой американских коллег-энтомологов (Wild Alexander L., Whitfield James B.; Иллинойсский университет в Урбане-Шампейне, Эрбана, Иллинойс, США) и назван по имени местонахождения: Cartago (Cartago Province). От близких видов Heterospilus cartagoensis отличается жёлтыми мезоскутумом и головой, а также жилкованием крыльев (жилка r переднего крыла короче, чем жилка 3RSa; в заднем крыле присутствует жилка SC+R, а жилка M+CU короче жилки 1M).